# Estela Jentsch Steimer
Estela Jentsch Steimer es una deportista alemana que compitió en vela en la clase Tornado. Ganó tres medallas de bronce en el Campeonato Mundial de Tornado entre los años 2016 y 2019, y una medalla de bronce en el Campeonato Europeo de Tornado de 2021.

## Palmarés internacional
| Campeonato Mundial | Campeonato Mundial        | Campeonato Mundial | Campeonato Mundial |
| Año                | Lugar                     | Medalla            | Clase              |
| ------------------ | ------------------------- | ------------------ | ------------------ |
| 2016               | Lindau (Alemania)         | Medalla de bronce  | Tornado            |
| 2018               | La Grande-Motte (Francia) | Medalla de bronce  | Tornado            |
| 2019               | Takapuna (Nueva Zelanda)  | Medalla de bronce  | Tornado            |
| Campeonato Europeo |                           |                    |                    |
| Año                | Lugar                     | Medalla            | Clase              |
| 2021               | Füssen (Alemania)         | Medalla de bronce  | Tornado            |